# Ignacio Vázquez (calciatore 1971)
Ignacio Vázquez Barba (San Ignacio Cerro Gordo, 31 luglio 1971) è un ex calciatore messicano, di ruolo attaccante.

## Carriera

### Club
Ha sempre militato nel campionato messicano, vincendolo per due volte.

### Nazionale
Con la nazionale messicana ha preso parte ai Giochi Olimpici del 1992.